# Karlovarski okraj
Karlovarski okraj (češko Karlovarský kraj) je administrativna enota (okraj) Češke republike. Leži na skrajnem zahodu države in meji na severo- in jugozahodu na Nemčijo, od čeških okrajev pa na severovzhodu na Usteški okraj in proti jugu Plzenski okraj. Glavno mesto so Karlovi Vari (okoli 50.000 prebivalcev) ki so dali okraju tudi ime. Večji mesti sta še Cheb (ok. 33.000) in Sokolov (ok. 23.000 prebivalcev). Vsa tri so tudi sedeži istoimenskih okrožij. Skupaj z Usteškim okrajem tvori statistično regijo Severozahodna Češka.
Regija je najbolj znana po toplicah in virih mineralne vode, mednarodno prepoznavnost pa ji daje Mednarodni filmski festival v Karlovih Varih. Poleg turizma sta gospodarsko pomembnejši panogi tradicionalno še proizvodnja in rudarstvo, ki pa sta v zatonu. S približno 300.000 prebivalci (leta 2020) je najmanjši češki okraj.

## Upravna delitev
Karlovarski okraj se nadalje deli v tri okrožja (okres).
| Okrožje           | Prebivalcev (1. 1. 2020) | Površina [km²] | Gostota preb. [/km²] | Št. občin |
| ----------------- | ------------------------ | -------------- | -------------------- | --------- |
| Cheb (CH)         | 91.634                   | 1.046          | 88                   | 40        |
| Karlovi Vari (KV) | 114.818                  | 1.515          | 76                   | 53        |
| Sokolov (SO)      | 88.212                   | 754            | 117                  | 38        |
| Skupaj            | 294.664                  |                |                      |           |